# 南弥右衛門
南 弥右衛門（みなみ やえもん、明治12年（1879年）12月2日 - 昭和48年（1973年）5月7日）は、明治時代から昭和時代にかけての日本の農民、カリフォルニア移民。和歌山県西牟婁郡江住村出身。明治38年（1905年）渡米。農業労働者から身を興して農場主となり、「サンタマリアのレタス王」と呼ばれるほどの成功を収めた。

## 生涯
明治12年（1879年）12月2日、和歌山県西牟婁郡江住村江須之川に生まれる。両親、家族については伝不詳。明治38年（1905年）、ハワイ移民として渡米するが、ほどなくしてアメリカ本土に渡りカリフォルニア州に移る。カリフォルニアではサンフランシスコからサンタマリア平原に入り、グアダルーペのユニオン精糖株式会社の農園で他の移民と共に農業労働者としてテンサイの栽培に従事した。

### 戦前
大正6年（1917年）に1200エーカーの農地を入手し独立。サラダやサンドイッチの具材などアメリカ人の食生活に欠かせないレタス、カリフラワー、セロリなどを栽培・出荷。アメリカ全土の作物の流通・価格の状況、作柄、天候など広範な情報を収集し、また投機をしない慎重かつ堅実な経営によって事業規模を拡大した。昭和4年（1929年）、南父子農業商会を設立。このころには作物の販路は東部のシカゴやニューヨークといった都市にまで及び、弥右衛門は「サンタマリアのレタス王」と呼ばれるまでの日系人社会での有力者に成長していた。翌昭和5年（1930年）には南山田貿易商会を設立、増加する日本人移民の需要を満たすため日本から肥料、食料品、雑貨等の輸入も開始した。その後、南加中央産業組合長に就任、日系人の経済活動の発展に努め、また米国中央日本人会会長として新規に渡米した移民の指導、故郷の小学校への寄付など社会事業にも貢献した。

### 戦中・戦後
昭和16年（1941年）12月、太平洋戦争が勃発しカリフォルニアを始め全土で多くの日系人の多くが収容所に収容されたことで一時事業活動の停止を余儀なくされる。しかし長男南弥太郎は収容を免れ、没収された土地の代わりにコロラド州で農地を取得、農業を再開した。この時点で、南父子農業商会の所有する農地は5000エーカー、年間総売上は3万ドルにも達していた。
コロラドでの農業経営は寒冷な気候や地質の違いなどから上手くいかず、昭和21年（1946年）末に南と一族はガダループに戻り、郊外に80エーカーの農地を借地してレタス、カリフラワー、セロリなどの栽培・出荷を再開した。戦後すぐという状況下でもあり、排日感情が強い中であったが1950年代後半には耕作面積を2000エーカーにまで回復し、販路は戦前を超えて全米の都市に出荷されるほどとなった。このころ、和歌山クラブの発足に資金援助を行っている。
昭和48年（1973年）5月7日、カリフォルニア州にて93歳で死去。